# 湾里区
湾里区（わんり-く）は中華人民共和国江西省南昌市に存在した市轄区。

## 行政区画
- 街道:站前街道、幸福街道
- 鎮:太平鎮、羅亭鎮、招賢鎮、梅嶺鎮

## 交通

### 道路
- 高速道路
  - 南昌環状高速道路
- 国道
  - G105国道